# Луцино (село)
Луцино́ — село в составе Никольского сельского поселения Одинцовского района Московской области России.
Село расположено в 5 км от города Звенигород, на правом берегу реки Москвы, в 53 км к западу от Москвы, на Клинско-Дмитровской гряде Смоленско-Московской возвышенности.
Население — 110 жителей (2006 год).

## Название
Происхождение названия Луцино документально не установлено. Две из существующих версий основаны на созвучных словах, от которых могло образоваться название Луцино (лучино — луцино):
ЛУЧИ’ТЬ, чу́, чи́шь, несов., кого-что (спец.).
Охотиться на кого-нибудь ночью при помощи специального освещения (см. луч в 5 знач.). Л. рыбу (бить с лодки острогою). Л. тетеревей (накрывая их сетью).
ИЗЛУ’ЧИНА, ы, ж. (обл. и книжн.).
Крутой поворот, изгиб (преимущ. реки). Река в этом месте делает несколько излучин.
ЛУЧИТЬ рыбу лучом. Лучить — (от луч и от лучина), бить рыбу острогой, при лучинном огне, ночью: на носу лодки ставится коза и на ней разводится огонек.
В районе Луцина река делает излучину, а жители могли заниматься рыболовством, используя способ лучения рыбы.
Примечание:  До революции 1917 г. название села писалось через «Ы» — Луцыно. Однако уже в официальных документах 1952 г. оно пишется через «И» — Луцино. Вероятно, это произошло после реформы русской орфографии 1918 г.

## История

Схема городища

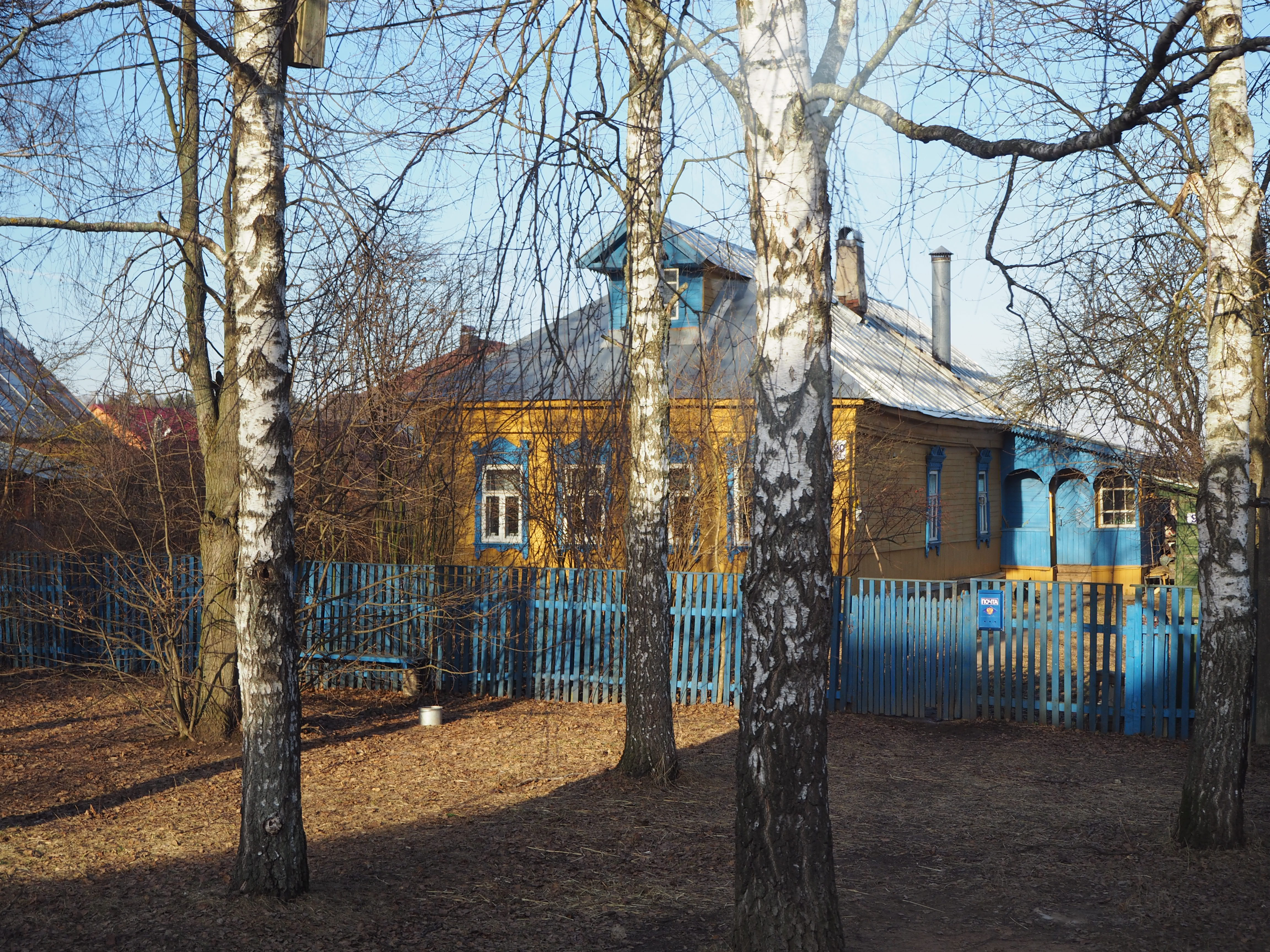
Один из домов села

Луцино расположено на правом берегу реки Москвы неподалёку от города Звенигород.
То, что в этих местах издревле были поселения, подтверждает тот факт, что в окрестностях села имеется несколько памятников археологии:
- Местонахождение «Луцино 1». Бронзовый век. Расположено в 1 км к ЗЮЗ от села, на территории Биостанции МГУ, правый берег р. Москвы[5].
- Местонахождение «Луцино 2». Бронзовый век. Расположено в 0,3 км к ЮВ от села, у шоссе на Звенигород, правый коренной берег р. Москвы, у подножья всхолмления «Остров»[6].
- Городище «Луцино». Ранний железный век, 3-я четв. 1-го тыс. н. э. Расположено в 0,8 км к ЗЮЗ от села, на территории дачного академического поселка, на мысовидном выступе правого коренного берега р. Москвы. С напольной стороны ограждено тройным рядом валов и рвов[7][8].
- Селище «Луцино 1». XII—XIII вв. Находится в 0,2 км к В от кладбища с. Луцино, между бывшими постройками скотного двора и шоссе Звенигород-Волково, на возвышенном останце древнеаллювиальной террасы правого берега р. Москвы. Выявлено в 1976 г. К 1999 г. попало под застройку коттеджного посёлка.[7]
- Селище «Луцино 2». XV—XVIII вв. Расположено в 0,5 км к СЗ от села, на правом берегу р. Москвы, на пахотном поле. Выявлено в 1999 г. Приказом Комитета по Культуре Московской области от 20.07.2001 г. № 232 поставлено на государственный учёт и охрану (код памятника 5052991000).
- Селище «Луцино 3» («Попова Горка»). XVII—XIX вв. Расположено в 0,3 км к ЮЗ от села, справа от шоссе, на пахотном поле, у подножия песчаного всхолмления «Попова Горка» или «Остров». Размер не менее 20×40 м. Выявлено в 1963 г.[7]

По завещанию великого князя Дмитрия Ивановича (Дмитрия Донского, 12 октября 1350 — 19 мая 1389) в 1389 году Звенигородское удельное княжество досталось его второму сыну князю Юрию Дмитриевичу (Юрий Звенигородский, 26 ноября 1374 — 5 июня 1434), который превратил Звенигород в подлинную столицу своих владений и жил здесь почти постоянно до 1425 г.

Дубацыно

Князь Юрий Дмитриевич, с самого основания Саввино-Сторожевского монастыря в 1398 г., опекал его, стремясь превратить в свою придворную обитель. Уже в первые годы своего существования в начале XV в. (1402 г) монастырь получил от звенигородского князя обширные владения в непосредственной близости от города: села Белгино, Дубацыно и Усть-Розвадня с тянувшими к ним деревнями. Кроме этого, обители достались огромные бортные леса на юге Городского стана. Центр монастырской вотчины располагался в селе Дубацыно.

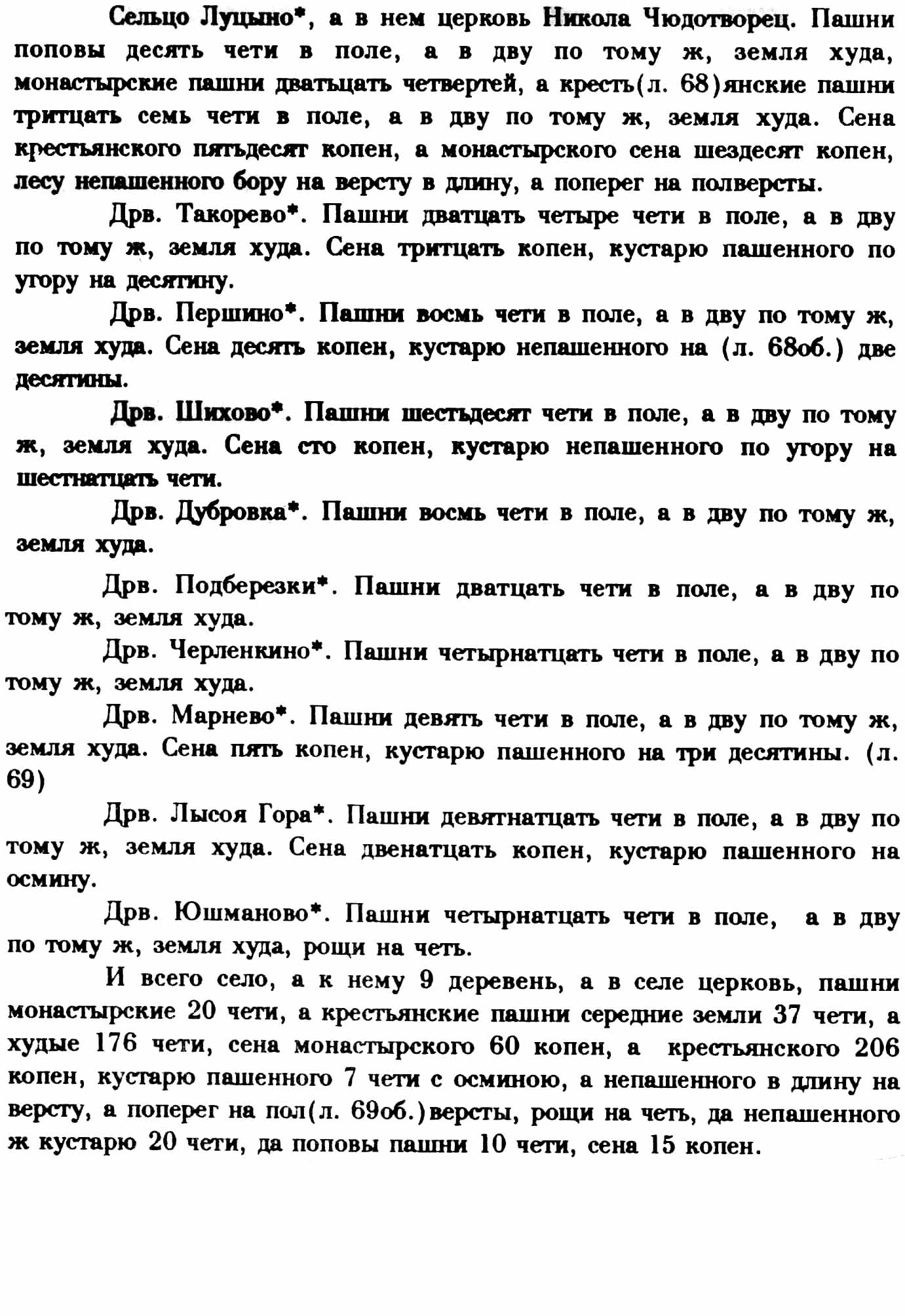
Луцыно

В сохранившихся источниках впервые упоминается в 1537 г. как владение Саввино-Сторожевского монастыря. Точно определить — когда село возникло и стало монастырским, нельзя из-за отсутствия документов. В писцовых книгах Звенигородского уезда 1558—1560 гг. значится село Луцино с 9 прилегающими к нему деревнями..
После бедствий Смутного времени (1598—1613 гг.) центр монастырской вотчины переносится из Дубацына в Луцино. По писцовой книге 1624 г. в нём значилось девять крестьянских дворов, «людей в них 10 человек» и 7 дворов бобыльских, «в них 7 человек». Спустя полвека, по переписи 1678 г., в селе было уже 20 крестьянских дворов, где жило 97 человек, и 12 дворов бобыльских — в них 35 человек. Переписная книга сохранила прозвища местных крестьян: Локало, Дьяков, Хомяков, Жданов и др. Один из крестьян носил прозвище Иноземец. По данным 1705 г. в селе числилось 25 дворов.
В собственности монастыря Луцино находилось вплоть до 1764 г., когда все монастырские владения были секуляризированы по Указу от 26 февраля 1764 г. императрицы (1762—1796) Екатерины II (21 апреля (2 мая) 1729 — 6 (17) ноября 1796). По сведениям «Экономических примечаний» конца XVIII в. в селе стояли 30 дворов, где проживали 150 мужчин и 148 женщин. Основным занятием крестьян было сельское хозяйство — выращивали рожь, овес, ячмень, в небольшом количестве гречиху, пшеницу, горох, коноплю и лен. Помимо этого, местные жители занимались сплавом по Москве-реке леса, а в зимнее время вывозили его сухим путём. Село с деревнями числилось в Покровской «экономической волости».
Спустя ещё полвека, в 1852 г., Луцино находилось в ведомстве Государственных имуществ. Кроме церкви, здесь располагалось 50 дворов, где числилось 202 души мужского и 211 женского пола. По данным 1890 г. население возросло до 550 человек, появилось сельское училище. Основным занятием жителей оставалось сельское хозяйство, но прежний промысел, связанный с заготовкой древесины, пришёл в упадок из-за сильной вырубки когда-то дремучих лесов. Приходилось искать новые, нетрадиционные виды занятий, и с конца XIX в. здесь возникает промысел изготовления деревянных музыкальных инструментов — гитар, балалаек и т. п.
По сведениям переписи 1926 г. в Луцине было 93 двора, где проживало 488 человек, имелась начальная школа. По сведениям 1989 г. в Луцино значились 86 хозяйств и 132 постоянных жителя, а в расположенном недалеко поселке биостанции отмечено 10 хозяйств и 95 человек.
В советский период село становится местом отдыха москвичей. Неподалёку возникает дачный академический посёлок. В послевоенные годы в посёлке жили: лауреат Нобелевской премии академик Н. Н. Семёнов (3 (15 апреля) 1896 — 25 сентября 1986), известный историк академик С. Б. Веселовский (16 сентября 1876 — 23 января 1952) и другие известные учёные.
В 2 км от Луцина находилось болото Воронцы — интересный образец заболоченного озера ледникового происхождения с остатками северной флоры. Расположенная недалеко от Луцина биостанция МГУ проводит большую научную работу, ежегодно здесь проходит практика биологического факультета.

## Население
| 2002 | 2006 | 2010 |
| ---- | ---- | ---- |
| 110  | →110 | ↗175 |

В 1989 году население села составляло 132 жителя.

## Достопримечательности

### Кладбище
В конце XX начале XXI веков на луцинском кладбище построена небольшая церковь Всех Святых выстроенная взамен старой деревянной, сожженной во время Отечественной войны 1812 года.
На нынешнем сельском кладбище похоронены известные деятели отечественной науки и культуры: основатель Звенигородской биостанции С. Н. Скадовский, академик АН БССР Н. С. Акулов, академики АН СССР Н. А. Максимов, Х. М. Миначёв, П. А. Ребиндер, Г. Л. Смирнов и др.